# ESRBレイティング別対象ソフト一覧・E (6歳以上)
ESRBレイティング別対象ソフト一覧・E (6歳以上)（ESRBレイティングべつたいしょうソフトいちらん・E 6さいいじょう）はエンターテインメントソフトウェアレイティング委員会（ESRB）によるレイティングで「E（6歳以上対象）」（旧「K-A」）とされたゲームソフトの一覧。
実質CEROの「A」（全年齢対象）とほぼ同等のレーティングとなっているが、暴力・戦争・兵器（銃砲、刀剣類など）の表現に関してはCEROよりさらに規制が厳しく、ゲーム内で用いるとしても残酷な表現を極力抑え、低年齢層に配慮した表現にされることが多い（キャラクターの直接的な死を描かない、出血の表現を用いないなど）。

## 一覧
- E区分のゲームは非常に膨大な数に及ぶため、極力日本国内で販売されている（または国内メーカー製）タイトルを優先して記載する。日本では未発売のタイトル・日本では発売中止となったタイトルについては、その旨を併せて表記する。
- CEROの審査を受けたゲームには、タイトル名の前に該当のアルファベットを表記する。
- 「プリンス・オブ・ペルシャ ケンシノココロ」のような機種別に表現の差異がある等の理由で複数のレイティングが設定されているゲームに関してはC D :のように並べて表記する。

| 英文字 | 対象年齢         | 背表紙帯色 |
| ------ | ---------------- | ---------- |
| A      | 全年齢対象       | 黒         |
| B      | 12才以上対象     | 緑         |
| C      | 15才以上対象     | 青         |
| D      | 17才以上対象     | 橙         |
| Z      | 18才以上のみ対象 | 赤         |

## あ行
- A :Uurnog
- A :IVY THE KIWI?
- A :アイスクライマー
- A :ISLANDERS（PS4版。Nintendo Switch版とXbox One版はIARC：3+。）
- A :A Short Hike
- A :あつまれ!ピニャータ
- A :あつまれ!ピニャータ 〜レッツ☆パーティー〜
- A :あつめて!カービィ
- A :アニマルリゾート 動物園をつくろう!!
- A :アーバンチャンピオン
- A :ABZÛ
- A :アミーロ・ザ・アルマジロ
- B :R-TYPE FINAL
- A :R4 -RIDGE RACER TYPE 4-
- A :アルワの覚醒
- A :Untitled Goose Game 〜いたずらガチョウがやって来た!〜
- A :Etherborn
- いつでもGOLF（CEROレーティング無し。IARC：3+）
- inbento（CEROレーティング無し。IARC：3+）
- A :Wii Sports
- A :Wii Sports Resort
- A :Wii Party
- A :Wii Fit
- A :Wii Music
- A :ウイニングイレブンシリーズ
- A :ヴイ・ファイヴ
- A :ヴォルフィード
- A :うつすメイドインワリオ
- A :海腹川背
- エースコンバット
- エースコンバット3 エレクトロスフィア
- A :エースコンバット04 シャッタードスカイ
- A :F-ZERO
- A :F-ZERO X
- B :エイリアンクラッシュ・リターンズ
- A :エレクトロプランクトン
- A :Elebits
- A :エレビッツ カイとゼロの不思議な旅
- A :エレファンク
- A :おいでよ どうぶつの森
- A :黄金の太陽 失われし時代
- A :黄金の太陽 開かれし封印
- OU（CEROレーティング無し。IARC：3+）
- A :おきらくエアホッケーWii
- A :おきらくカートWii
- A :おきらくカート3D
- A :おきらくゴルフ3D
- A :おきらくすごろくWii
- A :おきらくスロットカーレーシングWii
- A :おきらく大富豪Wii
- A :おきらく大富豪SP
- A :おきらく大富豪3D
- A :おきらくテニスWii
- A :おきらくテニスSP
- A :おきらくテニス3D
- A :おきらくパターゴルフWii
- A :おきらくビーチバレー3D
- A :おきらくピンポンWii
- A :おきらくピンポン3D
- A :おきらくフィッシング3D
- A :おきらくボウリング3D
- A :おさわり探偵 小沢里奈 シーズン2 1/2 里奈は見た!いや、見てない。
- A :Ori and the Will of the Wisps
- A :オリとくらやみの森

## か行
- A :Carto
- A :怪盗スライ・クーパー
- A :怪盗スライ・クーパー2
- A :風のクロノア door to phantomile（PS版。Wii版はE10+。）
- A :風のクロノア ムーンライトミュージアム
- A :風のクロノア 〜夢見る帝国〜
- A :風のクロノア2 〜世界が望んだ忘れもの〜
- A :カタチのゲーム まるぼうしかく
- A :塊魂
- A :塊魂TRIBUTE
- A :Gato Roboto
- A :カービィのエアライド
- A :ギフトピア
- A :キャッチ!タッチ!ヨッシー!
- A :ギャラガレギオンズ
- A :ギャラガレギオンズDX
- A :キャンドルちゃん（PS4,Switch版。Xbox One版はE10+。）
- A :Cubic Ninja
- A :キングダム ハーツ
- A :キングダム ハーツ チェイン オブ メモリーズ
- A :QIX++
- B :Good Job!
- A :クラッシュ・バンディクー
- A :クラッシュ・バンディクー2 コルテックスの逆襲!
- A :クラッシュ・バンディクー3 ブッとび!世界一周
- A :クラッシュ・バンディクー4 さくれつ!魔神パワー
- A :クラッシュ・バンディクー5 え〜っ クラッシュとコルテックスの野望?!?
- A :クラッシュ・バンディクー アドバンス
- A :クラッシュ・バンディクー アドバンス2 ぐるぐるさいみん大パニック!?
- A :クラッシュ・バンディクー アドバンス わくわく友ダチ大作戦!
- A :グラディウス
- A :グラディウスII -GOFERの野望-
- A :グラディウスIII -伝説から神話へ-
- A :グラディウスIII&IV -復活の神話-
- A :グラディウス ポータブル
- A :グラディウス リバース
- A :グラビティ・クラッシュ
- グランツーリスモ
- A :グランツーリスモ (PSP)
- グランツーリスモ2
- グランツーリスモ3 A-spec
- A :グランツーリスモ4
- A :グランツーリスモ5
- A :グランツーリスモ5 プロローグ
- A :くるくるカメレオン
- A :くるくるくるりん
- A :クルクルランド
- A :ぐるっとスプラッシュ!
- A :Graceful Explosion Machine
- A :クロノアビーチバレー 最強チーム決定戦!
- A :クロノアヒーローズ 伝説のスターメダル
- A :毛糸のカービィ
- A :Cake Bash
- A :ゲームセンターCX 有野の挑戦状
- A :幻想水滸伝
- A :Koral
- A :ゴールデンアックス
- A :コナミワイワイレーシングアドバンス
- A :KORG DS-10
- A :KORG DS-10 PLUS
- B :ゴルフストーリー
- A :Golf Peaks
- A :Gorogoa
- A :コロコロカービィ
- A :魂斗羅ハードスピリッツ

## さ行
- The Wake: Mourning Father, Mourning Mother（CEROレーティング無し。IARC：3+）
- A :咲かせて!ちびロボ!
- A :The Next Penelope
- A :The First Tree
- A :The Last Campfire
- A :サリーの法則
- A :サルゲッチュ
- A :サルゲッチュ2
- A :サルゲッチュ ピポサル戦記
- A :さわるメイドインワリオ
- シド・アンド・アルズ・インクレディブル・トゥーンズ（日本ではアーサーとアスタロトの謎魔界村）
- ジ・インクレディブル・トゥーン・マシーン　※日本未発売
- A :Shady Part of Me
- A :式神の城（パッケージイラストやタイトル画面が実際のゲーム内容とは無関係のものに差し替えられ、会話デモシーンが削除されている）
- A :式神の城II
- A :時限回廊
- A :VVVVVV（PS4, PS Vita, Switch版。3DS版はE10+。）
- A :実写でちびロボ!
- B :GTI Club ワールド シティ レース
- A :GTI Club+ ラリー コートダジュール
- A :Cities: Skylines
- A :ジャック×ダクスター 旧世界の遺産
- シャンティ　※日本未発売
- A :上海3Dキューブ
- A :ジャンプロープ チャレンジ
- A :スーパードンキーコング
- A :スーパードンキーコング2
- A :スーパードンキーコング3
- A :スーパーファミコンウォーズ
- A :スーパープリンセスピーチ
- A :スーパーマリオRPG
- A :スーパーペーパーマリオ
- A :スーパーマリオブラザーズ
- A :スーパーマリオブラザーズ2
- A :スーパーマリオブラザーズ3
- A :スーパーマリオワールド
- A :スーパーマリオ64
- A :スーパーマリオ64DS
- A :スーパーペーパーマリオ
- A :スーパーマリオカート
- A :スーパーマリオギャラクシー
- A :スーパーマリオギャラクシー2
- A :スーパーマリオサンシャイン
- A :スーパーマリオストライカーズ
- A :スーパーマリオランド
- A :スーパーマリオランド2 6つの金貨
- A :スーパーマリオランド3 ワリオランド
- A :スーパーメトロイド
- Squad 51 vs. the Flying Saucers（CEROレーティング無し。IARC：7+）
- A :スゴイツヨイトウフ
- A :スターフォックス
- A :スターフォックス64（3DS版はE10+。）
- A :スチームワールドクエスト
- A :Stikbold! A Dodgeball Adventure
- A :Strange Telephone
- A :スパイロ・ザ・ドラゴン
- A :スパイロ×スパークス トンでもツアーズ
- Spyro: Year of the Dragon　※日本未発売
- Spyro: Enter the Dragonfly　※日本未発売
- Spyro: A Hero's Tail　※日本未発売
- A :スペースインベーダーエクストリーム
- A :スペースインベーダーエクストリーム2
- A :スペースインベーダー インフィニティジーン
- A :すみれの空
- A :世界はあたしでまわってる
- A :ゼルダの伝説
- A :ゼルダの伝説 神々のトライフォース
- A :ゼルダの伝説 神々のトライフォース2
- B :ゼルダの伝説 夢をみる島
- B :ゼルダの伝説 夢をみる島DX
- A :ゼルダの伝説 時のオカリナ（3DS版はE10+。）
- A :ゼルダの伝説 ムジュラの仮面
- A :ゼルダの伝説 ふしぎの木の実
- A :ゼルダの伝説 風のタクト
- A :ゼルダの伝説 4つの剣+
- A :ゼルダの伝説 ふしぎのぼうし
- A :ゼルダの伝説 夢幻の砂時計
- A :ソニック・ザ・ヘッジホッグ
- A :ソニック・ザ・ヘッジホッグ2
- A :ソニック・ザ・ヘッジホッグ3
- A :ソニック・ザ・ヘッジホッグ4
- A :ソニック&テイルス
- A :ソニック&テイルス2
- A :ソニック&ナックルズ
- A :ソニックアドベンチャー
- A :ソニックアドベンチャーDX
- A :ソニックアドベンチャー2
- A :ソニックアドベンチャー2 バトル
- A :ソニックアドバンス
- A :ソニックアドバンス2
- A :ソニックアドバンス3
- A :ソニックピンボールパーティー
- A :ソニックバトル
- A :ソニック ヒーローズ
- A :ソニック ラッシュ
- A :ソニック ラッシュ アドベンチャー
- A :ソニック ライバルズ
- A :ソニックと秘密のリング
- A :ソニック カラーズ
- A :ソニック フリーライダーズ

## た行
- C :タクティクスオウガ
- B :タクティクスオウガ外伝 The Knight of Lodis
- A :ダックハント
- A :ダライアスバースト
- A :Dance Dance Revolutionシリーズ（一部作品はE10+。）
- A :小さな王様と約束の国 ファイナルファンタジー・クリスタルクロニクル
- A :超熱血高校くにおくん ドッジボール部
- A :チョコボレーシング 〜幻界へのロード〜
- A :チョコボと魔法の絵本
- A :直感ヒトフデ
- A :通勤ヒトフデ
- A :つみきBLOQ
- A :ツーリスト・トロフィー
- A :ディズニー エピックミッキー 〜ミッキーマウスと魔法の筆〜
- A :ディディーコングレーシング
- A :ディディーコングレーシングDS　※日本では発売中止
- A :TVスーパースター
- テイルコンチェルト
- A :DECA SPORTA
- A :DECA SPORTA 2
- A :DECA SPORTA 3
- A :DECA SPORTA 3D SPORTS
- A :テトリス (PSP)
- A :テトリスパーティ
- A :テトリスパーティープレミアム
- A :デ・マンボ
- C :伝説のオウガバトル
- Toodee and Topdee（CEROレーティング無し。IARC：3+）
- A :どうぶつの森
- A :どうぶつの森+
- A :どうぶつの森e+
- A :動物番長
- TOEM（CEROレーティング無し。IARC：3+）
- A :ドクターマリオ
- A :TALKMAN
- A :Donut County
- A :ドーナツ・ドド
- A :ドラえもん のび太の牧場物語
- A :ドラえもん のび太の牧場物語 大自然の王国とみんなの家
- とらきちのトラキッチン（CEROレーティング無し。IARC：3+）
- A :ドラゴンクエストモンスターズ ジョーカー2
- トランシルビィ（CEROレーティング無し。IARC：3+）
- ドローン トゥ ライフ 〜 2つの王国 〜（CEROレーティング無し。IARC：3+）
- A :ドンキーコング
- A :ドンキーコングJR.
- A :ドンキーコング ジャングルクライマー
- A :ドンキーコング たるジェットレース
- A :ドンキーコング リターンズ
- A :ドンキーコング トロピカルフリーズ

## な行
- A :謎の村雨城
- A :ナイツ 〜星降る夜の物語〜
- A :ナムコカーニバル
- A :ナムコミュージアム VOL.1 N
- A :ナムコミュージアム VOL.2 A
- A :ナムコミュージアム VOL.3 M
- A :ナムコミュージアム VOL.4 C
- A :ナムコミュージアム VOL.5 O
- A :ナムコミュージアム ポータブル Vol.1
- B :ニード・フォー・スピード アンダーグラウンド
- B :ニード・フォー・スピード アンダーグラウンド2
- A :ニード・フォー・スピード アンダーグラウンド ライバルズ
- A :ニード・フォー・スピード プロストリート（PSP・DS版。DS版は日本未発売）
- A :ニード・フォー・スピード シフト
- A :ニュージーランドストーリー
- A :New スーパーマリオブラザーズ
- A :New スーパーマリオブラザーズ 2
- A :New スーパーマリオブラザーズ Wii
- A :New スーパーマリオブラザーズ U
- A :ニンテンドウオールスター!大乱闘スマッシュブラザーズ
- A :Nintendogs
- A :Nintendogs + cats
- ねずみくす

## は行
- B :パイロットウイングス
- パイロットウイングス64
- A :パイロットウイングス リゾート
- バーチャルボーイワリオランド アワゾンの秘宝
- A :はじめてのWii
- A :ハスラーキング
- A :パタポン
- A :パタポン2 ドンチャカ♪
- A :パタポン3
- A :パックマン チャンピオンシップ エディション
- A :パックマン チャンピオンシップ エディション DX
- A :PAC-MAN 99
- A :BATTLLOON - バトルーン
- A :HALF-MINUTE HERO -Super Mega Neo Climax-
- A :パラッパラッパー
- BURNOUT　※日本では発売中止
- B :BURNOUT2 POINT OF IMPACT
- A :バルーンファイト
- A :PowerWash Simulator
- パワースマッシュ
- A :パワースマッシュ2
- A :パワースマッシュ3
- A :パワースマッシュ4
- A :パワースマッシュ ニュージェネレーション
- A :パワースマッシュ ライブマッチ!
- A :パンチアウト!!
- A B :バンジョーとカズーイの大冒険（CEROではN64版は全年齢、Xbox 360版は12才以上対象。）
- A B :バンジョーとカズーイの大冒険2（CEROではN64版は全年齢、Xbox 360版は12才以上対象。）
- A :BQM ブロッククエスト・メーカー
- A :光神話 パルテナの鏡
- A :Pikuniku
- A :ピクミン
- A :ピクミン2
- A :ビタミンコネクション
- A :BIT.TRIP CORE
- A :BIT.TRIP SAGA
- A :BIT.TRIP BEAT
- A :BIT.TRIP FATE
- A :BIT.TRIP FLUX
- A :BIT.TRIP VOID
- A :BIT.TRIP RUNNER
- A :Beat Sketch !
- A :ビブリボン
- A :ビブリップル
- A :ビューティフル塊魂
- A :ファイアーエムブレム 烈火の剣
- A :ファイアーエムブレム 聖魔の光石
- A :ファイナルファイトCD
- A :ファイナルファンタジー
- A :ファイナルファンタジーII
- A :ファイナルファンタジーI・II アドバンス
- A :ファイナルファンタジーV アドバンス
- A :ファミコンウォーズ
- A :FAR: Lone Sails
- A :ブーム ブロックス
- A :不思議のダンジョン 風来のシレンDS
- A :FOREVER BLUE
- A :Forza Motorsport
- A :Forza Motorsport 2
- A :Forza Motorsport 3
- B :プチカラット
- A :ぷよぷよフィーバー
- A :ぶらぶらドンキー
- ブラストドーザー
- ブリンクス・ザ・タイムスイーパー
- A :ブリンクス2: バトル・オブ・タイム&スペース
- A :ブルードラゴン プラス
- Blossom Tales II: The Minotaur Prince（CEROレーティング無し。IARC：3+）
- A :Haven Park
- A B :ペーパーマリオRPG（CEROではGC版は全年齢、Switch版は12才以上対象。）
- A :僕の私の塊魂
- A :ボクらの太陽
- A :ポケットモンスター 赤
- A :ポケットモンスター 緑
- A :ポケットモンスター ピカチュウ
- A :ポケットモンスター 金
- A :ポケットモンスター 銀
- A :ポケットモンスター クリスタルバージョン
- A :ポケットモンスター ルビー
- A :ポケットモンスター サファイア
- A :ポケットモンスター エメラルド
- A :ポケットモンスター ファイアレッド
- A :ポケットモンスター リーフグリーン
- A :ポケットモンスター ダイヤモンド
- A :ポケットモンスター パール
- A :ポケットモンスター ハートゴールド
- A :ポケットモンスター ソウルシルバー
- A :ポケットモンスター ブラック
- A :ポケットモンスター ホワイト
- A :ポケモン不思議のダンジョンシリーズ
- A :ポケモン+ノブナガの野望（日本ではライセンシーソフト）
- A :ポケモンカードGB
- A :星のカービィ
- A :星のカービィ2
- A :星のカービィ3
- A :星のカービィ64
- A :星のカービィ 夢の泉の物語
- A :星のカービィ スーパーデラックス
- A :星のカービィ ウルトラスーパーデラックス
- A :星のカービィ 鏡の大迷宮
- A :星のカービィ 参上! ドロッチェ団
- A :ポップンミュージック（Wii版）
- A :WHAT THE GOLF?
- A :ボンバーマン

## ま行
- A :Microsoft Flight Simulator X
- A :マール王国の人形姫
- B :マイ・チャイルド・レーベンスボルン
- A :マイルストーンシューティングコレクション カラスWii
- A :街へいこうよ どうぶつの森
- A :MOTHER2 ギーグの逆襲（SFC版。Wii UのVC版はTeen。）
- A :マッピー
- A :マドリカ不動産
- マドリカ不動産2 -新物件の間取り謎-（CEROレーティング無し。IARC：7+）
- A :まわるメイドインワリオ
- A :マリオ&ルイージRPG
- A :マリオ&ルイージRPG2
- A :マリオ&ルイージRPG3!!!
- A :マリオカート64
- A :マリオカートアドバンス
- A :マリオカート ダブルダッシュ!!
- A :マリオカートDS
- A :マリオカートWii
- A :マリオゴルフ64
- A :MARIO SPORTS MIX
- A :マリオブラザーズ
- A :マリオストーリー（Nintendo Switch Online版はTeen。）
- A :マリオvs.ドンキーコング
- A :マリオvs.ドンキーコング2 ミニミニ大行進!
- A :マリオvs.ドンキーコング ミニミニ再行進!
- A :マリオvs.ドンキーコング 突撃!ミニランド
- A :マリオバスケ 3on3
- マリオパーティ
- A :マリオパーティ2
- マリオパーティ3
- マリオパーティ4
- A :マリオパーティ5
- A :マリオパーティ6
- A :マリオパーティ7
- A :マリオパーティ8
- A :マリオパーティ アドバンス
- A :マリオパーティDS
- マルチレーシングチャンピオンシップ
- A :Me&My Pet
- A :ミスタードリラー
- A :ミスタードリラー2
- A :ミスタードリラー ドリルスピリッツ
- A :ミスタードリラーオンライン
- A :ミスタードリラーワールド
- A :ミッキーのマジカルアドベンチャー
- A :ミニマリオ & フレンズ amiiboチャレンジ
- A :みんな大好き塊魂
- A :みんなでスペランカー
- A :みんなのGOLF
- A :みんなのGOLF2
- A :みんなのGOLF3
- A :みんなのGOLF4
- A :みんなのGOLF5
- A :みんなのGOLF6
- A :みんなのGOLF ポータブル2
- A :みんなのテニス
- A :みんなのテニス ポータブル
- A :無限回廊
- A :無限回廊 光と影の箱
- A :Moveでパーティ
- A :メイド イン ワリオ
- A :メイドイン俺
- 迷路探偵ピエール:ラビリンス・シティ（CEROレーティング無し。IARC：3+）
- 女神異聞録ペルソナ（リメイクのPSP版はTeen。）
- メタルギア ゴーストバベル
- A :メタファイトEX（海外ではゲームボーイカラー対応ソフト）
- A :メテオス
- A :メトロイド
- A :メトロイドII RETURN OF SAMUS
- A :メトロイドフュージョン
- A :メトロイド ゼロミッション
- A :メトロイドプライム ピンボール
- A :モジブリボン
- A :ModNation 無限のカート王国
- A :燃やすパズル フレイムテイル

## や行
- A :U-EXPLORE SPACE ADVENTURES
- A :遊☆戯☆王デュエルモンスターズ WORLD CHAMPIONSHIP 2007
- A :遊☆戯☆王デュエルモンスターズ WORLD CHAMPIONSHIP 2008
- A :遊☆戯☆王デュエルモンスターズGX タッグフォース
- A :遊☆戯☆王デュエルモンスターズGX タッグフォース2
- A :遊☆戯☆王デュエルモンスターズGX タッグフォースエヴォリューション
- A :遊☆戯☆王ファイブディーズ タッグフォース4
- A :遊☆戯☆王ファイブディーズ タッグフォース5
- A :遊☆戯☆王5D's STARDUST ACCELERATOR -WORLD CHAMPIONSHIP 2009-
- A :遊☆戯☆王ファイブディーズ Wheelie Breakers
- A :遊☆戯☆王ファイブディーズ Duel Transer
- A :遊☆戯☆王ファイブディーズ DECADE DUELS
- B :勇者ヤマダくん
- A :ヨッシーアイランド
- A :ヨッシーアイランドDS
- A :ヨッシーのロードハンティング
- A :ヨッシーストーリー
- A :ヨッシーの万有引力
- A :ヨッシーのクッキー（スーパーファミコン版ではライセンシーソフト）

## ら行
- A :Last Day of June
- A :ラビッツ・パーティー
- A :ラビッツ タイム・トラベル
- A :リズム天国ゴールド
- A :リズムハンター ハーモナイト
- リッジレーサー
- リッジレーサーレボリューション
- リッジレーサーV
- A :リッジレーサー6
- A :リッジレーサー7
- A :リッジレーサーズ（2は北米未発売）
- A :リッジレーサー3D
- A :リトルビッグプラネット
- A :リトルビッグプラネット ポータブル
- A :リトルビッグプラネット2
- A :流星のロックマンシリーズ
- A :リンクの冒険
- A :ルイージマンション
- A :Rooms 不思議な動く部屋
- A :ルーンファクトリー -新牧場物語-
- A :ルーンファクトリー2
- A :ルーンファクトリー3
- レイジレーサー
- A :レイトン教授と不思議な町
- A :レッツプレイ!オインクゲームズ
- A :Reverie
- A :レミングス
- A :レミングス2
- A :レミングスペイントボール
- A :レミングス・レボリューション（Windows、Wii）
- A :ロコロコ
- A :おいでよロコロコ!! BuuBuu Cocoreccho!
- A :ロコロコ2
- A :ロコロコ ミッドナイトカーニバル
- A :ロックマン
- A :ロックマン2 Dr.ワイリーの謎
- A :ロックマン3 Dr.ワイリーの最期!?
- A :ロックマン4 新たなる野望!!
- A :ロックマン5 ブルースの罠!?
- A :ロックマン6 史上最大の戦い!!
- A :ロックマン7 宿命の対決!
- A :ロックマン8 メタルヒーローズ
- A :ロックマン9 野望の復活!!
- A :ロックマン10 宇宙からの脅威!!
- A :ロックマンXシリーズ
- A :ロックマンエグゼシリーズ（4.5、オペレートシューティングスターは北米未発売）
- A :ロックマンゼロシリーズ
- A :ロックマンゼクス
- A :六方 論理
- A :ロマックス

## わ行
- A :World for Two
- A :ワイルドアームズ
- A :ワイルドアームズ セカンドイグニッション
- A :わがままファッション ガールズモード
- A :ワリオの森
- A :ワリオランド2 盗まれた財宝
- A :ワリオランド3 不思議なオルゴール
- A :ワリオランドアドバンス ヨーキのお宝
- A :ワリオランドシェイク
- A :ワリオワールド

## 0～9
- A :3Dレミングス